# Јапански макаки
Јапански макаки (Macaca fuscata) је врста примата из породице мајмуна Старог света (Cercopithecidae). Нативна је врста централног Јапана. Ови примати су често називани и снежни мајмуни, јер насељавају пределе у којима се снежни покривач задржава месецима — не рачунајући људе ово су примати који живе у најсевернијим и најхладнијим областима. Јединке имају браон-сиво крзно, црвено лице и кратке репове. Постоје 2 подврсте јапанскиx макаки.
У Јапану, ова врста је позната као Нихоcару (Нихон 日本 „Јапан” + сару 猿 „мајмун”). Мада, како је широко распрострањена, становници Јапана је често зову само сару.

## Анатомске карактеристике
Код Јапанских макаки уочава се сексуални диморфизам. Просечна тежина мужјака је 11,3 кг, а женки 8,4 кг. Макаки који живе у хладнијим пределима су обично тежи од оних у топлијим. Просечна висина мужјака је 570,1 мм, а женке 522,8 мм. Репови су им јако кратки, просечно 92,51 мм код мужјака и 79,08 мм код женки. Задњица и лице нису прекривени крзном и розе-црвене боје су, док је остатак тела прекривен браон, сивим или окер крзном. Дебљина крзна је у корелацији са температром: у хладнијим пределима имају дебље крзно. Крзно им омогућава да преживе на температури и до -20 °C.
Макаки су полутерестичне животиње, женке проводе више времена на дрвећу, док су мужјаци углавном на земљи. Крећу се четвороношке. Могу да пливају и до пола километара. Просечан животни век женки је 6,3 године. Забележени су мужјаци стари 28 и женке старе 32 године.

## Понашање

### Структура групе
Јапански макаки живе у друштвима базираним на женској линији сродства (матрилинеарне групе). Женке остају у својим наталним групама, док мужјаци напусте групу пре полне зрелости. Један чопор чини више група женки међу којима постоји хијерархија и неколико адултних мужјака који су имигрирали из других чопора. Мужјаци типично емигрирају из своје наталне групе са 5-6 година. Некада формирају и искључиво мушке, привремене групе. Мужјаци често мењају чопор, понекад прелазећи и до 100 km у потрази за новим. Међутим, највећи део времена проводе изоловано, ван група.
Међу мужјацима постоји хијерархија: алфа мужјак је најдоминантнији. Нова хијерархија се успоставља ако алфа мужјак напусти групу, угине, изгуби статус у сукобу са новим чланом или се сам чопор подели. Мужјаци који су дуже у чопору обично имају бољи статус. Остарео и немоћан алфа мужјак може да задржи своју позицију у случају да успостави добар контакт са алфа женком.
Хијерархија постоји и између група женки у чопору. Потомство преузима статус своје мајке. Такође, млађе женке (сестре) унутар саме групе имају виши статус. Улога и интеракција доминантних женки (група) у кохезији целог чопора је значајна.
Међусобно тимарење игра важну улогу у социјалној организацији женки. Као и код других примата, тимарење је, поред улоге у одржавању хигијене, кључно за успостављање пријатељских односа међу јединкама. Јединке се међусобно тимаре независно од периода године.
Женке најчешће тимаре јединке са којима су у сродству (припаднице исте матрилинеарне групе). Међутим, тимарење се јавља и између женских јединки које нису сродне. На тај начин се зближавају групе, и успоставља кохезија чопора у целини. Једна женка ће тимарити само одређен број других (одабраних) женки, чак и када се број јединки у чопору повећа. Женке тимаре мужјаке углавном само из хигијенских разлога, али успут на овај начин привлаче и задржавају доминантне мужјаке у свом чопору, са репродуктивним циљем. Техника тимарења се преноси са мајке на потомство, путем учења.

### Парење
Успостављање блиске везе између мужјака и женке је кључно за репродукцију. Мужјак и женка током сезоне парења живе заједно: паре се, хране, одмарају и путују заједно. Овакав однос траје просечно 16 дана.
Током једне сезоне парења забележено је да женка улази у овакаву везу са просечно 4 различита мужјака. Примећена је корелација између статуса мужјака и трајања блиске везе између мужјака и женке: доминантнији мужјак остаје дуже поред женке. Доминантнији мужјак ће такође покушати да прекине везу између слабијег мужјака и неке женке. Без обзира на то што женке не бирају статус мужјака са којим се паре, чешће ће се парити са доминантним мужјацима, јер ће они бранити мужјацима нижег статуса да јој приђу. Женка одлучује о томе да ли ће доћи до самог парења, самим тим не значи да ће се доминанти мужјак репродуктивно бити успрешан, чак иако успостави блиску везу са женком. Женке се често паре са мужјацима који не припадају чопору, већ се у њему појаве само током сезоне парења.
Хомосексуално понашање је примећено међу женкама Јапанских макаки. Хомосексуално понашање женки је чешће, и испољава се кроз више различитих поза у односу на хетеросексуално. Сматра се да је повезано са хормонима. Аутосексуално понашање примећено је и међу мужјацима и међу женкама.
Током сезоне парење уочљиве су морфолошке промене на мужјацима и женкама: лице и предео око гениталија је црвенији. Мужјаци, такође, држе реп уздигнуто. Макаки се удварају тако што гледају преко рамена док мирују, или ходају уназад према потенцијалном партнеру. У типичној пози за парење мужјак је позади, стоји на женки, стопалима се ослањајући на женкине ноге. Копулација се обавља арбореално и терестријално, просечно се свака трећа копулација заврши ејакулацијом. Женке се током копулације оглашавају на 2 начина. Прво је налик пиштању и вероватно је сигнал за почетак парења, док је друго оглашавање налик гакању и дешава се током копулације. Мужјаци се не оглашавају током копулације

### Брига о младима
Када треба да се породи мајка макака се изолује од осталих чланова чопора, осим ако се чопор сели, када женка остаје у групи. Порођај се обично дешава на земљи. Младунци се рађају са тамнобраон крзном, које постаје светлије наредних 6 месеци.
Прву чврсту храну млади једу у 5-6. недељи старости, а у 7. недељи почињу да скупљају храну независно од своје мајке. Мајка носи младунче на стомаку првих четири недеља, а касније, до младунчетове прве године, и на леђима. Мајка и младунче се издвајају од осталих чланова чопора и ресоцијализација мајке је веома спора. Примећено је да женке које немају своје младе често помажу некој мајци у чопору. Само у неким групама, мужјаци брину о младунцима; обично старији мужјаци чувају, чисте и носе младунче као што би то женка радила.
Млади потпуно развијају локомоторне способности са 3-4 месеца. У 7. месецу мајка их одвраћа од сисања, а потпуна аблактација се дешава у 18. месецу. Примећена је разлика у понашању младунаца различитог пола. Млади мужјаци се играју у већим групама и то чешће него женке. Међутим, младе женке успостављају више социјалних интеракција од мужјака и чешће се међусобно тимаре. Мужјаци се повезују са другим мужјацима исте старости, а женке успостављају контакт са свим јединкама невезано од старости и пола. Адултне полно-специфично понашање примећује се код младунаца већ током друге године живота.

### Учење
Јапански макаки су врло интелигентна врста. Током истаживање једне групе на острву Kōjima истраживачи су остављали слатки кромпир на плажи. Приметили су да женка названа Имо (на јапанском кромпир), пере кромпир у води, а затим чист кромпир потапа у слану воду, док су их сви остали из групе брисали. После неког времена, већина из групе опонашала је Имо. Овакво понашање пренело се са генерације на генерацију, тако да су сви сем најстаријих чланова чопора прали кромпир и солили га у морској води. Овакво преношење знања спада под појам пре-култура.
Нека од карактеристичних понашања Јапанских макаки је купање у термалним изворима, прављење грудви од снега и играње са њима. Новија истраживања показала су да постоје различити акценти у групама макакија које су удаљене неколико стотина километара. Разлике се огледају у висини звука приликом оглашавања.

## Распрострањење
Јапански макаки насељавају најсевернија станишта у поређењу са другим приматима, не рачунајући човека.
Јапан је једино познато природно станиште врсте. Регистровани су на 3 од 4 највећа острва Јапанског архипелага: Хоншу, Кјушу и Шикоку, као и на неколико мањих острва. Најсеверније забележена популација живи на Shimokita-hantō — најсевернијој тачки острва Хоншу, где се снежни покривач задржава трећину године, а најјужније на острву Јакушима и чини подврсту. Процењено је да је укупан број јединки 113 431.
1972. чопор од око 150 јединки је из Кјота пребачен у центар за истраживање примата у Ларедо, Тексас, где и данас постоји.

## Станиште
Јапански макаки има станиште на копну.
Врста је по висини распрострањена до 1.500 метара надморске висине.

## Начин живота
Исхрана јапанског макакија укључује воће.

## Угроженост
Ова врста није угрожена, и наведена је као последња брига јер има широко распрострањење.

### Популациони тренд
Популација ове врсте је стабилна, судећи по доступним подацима.